# Baltazarino di Belgioioso
Baltazarino di Belgioioso (lub Baltazar de Beaujoyeulx) – włoski skrzypek i "valet de chambre" Katarzyny Medycejskiej, żyjący w XVI wieku. Był twórcą dworskich spektakli Fêtes i baletów dworskich, z których najsławniejszym był Ballet comique de la Reyne, wystawiony w 1581.